# セルゲイ・グレンコ
セルゲイ・グレンコ（Sergei Gurenko、発音 [sʲarˈɣʲɛj vʲiˈtalʲɛvʲitʂ ɣuˈrɛnka]、1972年9月30日 - ）は、ソビエト連邦・フロドナ出身の元ベラルーシ代表サッカー選手であり現サッカー指導者。ポジションはディフェンダーまたはミッドフィールダー。

## 経歴

### クラブ
1989シーズン、地元クラブFCネマン・フロドナにてプロサッカーキャリアをスタートさせた。翌1990シーズンから同クラブの不動のレギュラーとして活躍し、評価を高めていった。
1995年、ロシアのFCロコモティフ・モスクワに移籍した。ロコモティフ・モスクワでは、グレンコの能力、技術の高さ、そして闘志むき出しのプレーですぐにチームのリーダー的存在となった。1999年、より高りレベルでのプレーを求めたグレンコは、当時世界トップリーグだったイタリアのASローマに加入した。しかし、ローマでは成果を残すことができず、1シーズン目はリーグ戦わずか7試合の出場に終わった。
2000-01シーズン、出場機会を求めてラ・リーガのレアル・サラゴサへとレンタル移籍をした。イタリアと比べるとわずかながら劣るリーグではあったものの、ここでも定位置確保には至らず、翌年にパルマへと活躍の場を移した。パルマでも失敗に終わったが、翌シーズンに移籍したピアチェンツァ・カルチョではレギュラーとして活躍した。
2003年、ロコモティフ・モスクワに復帰した。ここでは以前在籍していた時同様にスタメンを勝ち取り、2年目からはチームの副キャプテンに任命された。3年目には中心選手としてロシア・プレミアリーグ制覇に貢献。充実したシーズンを送った。
2008年12月8日、母国のFCディナモ・ミンスクに移籍した。約1年後の2009年8月21日、現役を引退した。

### 代表
1994年5月5日、ウクライナ代表戦でベラルーシ代表デビュー。以降10年近くを代表キャプテンとしてまとめたが、メジャー大会出場は叶わなかった。代表通算出場80試合はベラルーシ代表史上2番目の記録である。また、1999年にはベラルーシ年間最優秀選手に選出されている。

## 個人成績
代表ゴール
| # | 日付           | 会場                                     | 対戦国       | 得点  | 結果 | 大会                        |
| - | -------------- | ---------------------------------------- | ------------ | ----- | ---- | --------------------------- |
| 1 | 1997年8月20日  | ディナモ・スタディオン, ベラルーシ       | スウェーデン | 1 – 0 | 1–2  | 1998 FIFAワールドカップ予選 |
| 2 | 1998年10月14日 | ニニアン・パーク, カーディフ, ウェールズ | ウェールズ   | 1 – 1 | 2–3  | EURO2000予選                |
| 3 | 2003年3月29日  | ディナモ・スタディオン, ベラルーシ       | モルドバ     | 2 – 1 | 2–1  | EURO2004予選                |

## タイトル
- ベラルーシ・カップ : 1回
  - 1992-93
- ロシア・プレミアリーグ : 1回
  - 2004
- ロシア・カップ : 3回
  - 1995-96, 1996-97, 2006-07
- コパ・デル・レイ : 1回
  - 2000-01
- コッパ・イタリア : 1回
  - 2001-02